# Schwaförden
Schwaförden (dolnoniem. Swabern) – miejscowość i gmina w Niemczech, w kraju związkowym Dolna Saksonia, w powiecie Diepholz, siedziba gminy zbiorowej Schwaförden.